# Елдорејдо (Тексас)
Елдорејдо (енгл. Eldorado) град је у америчкој савезној држави Тексас. По попису становништва из 2010. у њему је живело 1.951 становника.

## Демографија
Према попису становништва из 2010. у граду је живело 1.951 становника, што је 0 (0,0%) становника више него 2000. године.
| Група             | 2000.         | 2010.         |
| Белци             | 851 (43,6%)   | 722 (37,0%)   |
| Афроамериканци    | 42 (2,2%)     | 23 (1,2%)     |
| Азијати           | 5 (0,3%)      | 4 (0,2%)      |
| Хиспаноамериканци | 1.052 (53,9%) | 1.195 (61,3%) |
| Укупно            | 1.951         | 1.951         |